# Capybaras
Die Capybaras oder Wasserschweine (Hydrochoerus) sind eine Nagetiergattung in der Familie der Meerschweinchen (Caviidae). Die Gattung besteht aus zwei Arten, dem Capybara (Hydrochoerus hydrochaeris (Linnaeus, 1766)) und dem Panama-Capybara (Hydrochoerus isthmius Goldman, 1912). Capybaras sind die größten heute lebenden Nagetiere. Die Arten bewohnen feuchte Regionen in Süd- und Mittelamerika und sind im Körperbau an eine semiaquatische (teilweise im Wasser stattfindende) Lebensweise angepasst.

## Merkmale
Ausgewachsen erreichen Capybaras Körpergrößen von 1,00 bis 1,30 Metern und ein Gewicht von 27 bis 79 Kilogramm, wobei das Panama-Capybara deutlich kleiner und leichter bleibt als das Capybara. Bei beiden Arten ist der Schwanz deutlich zurückgebildet und die Körperbehaarung ist spärlich und rau, sie besteht aus langen Haaren. Die Rückenfärbung ist rötlich-braun bis grau, die Bauchseite ist gelblich-braun. Der Kopf ist groß und breit gebaut mit einer großen und stumpfen Schnauze. Die Augen liegen sehr weit hinten am Kopf. Die Beine sind vergleichsweise kurz. Wie andere Meerschweinchenverwandte besitzen die Tiere an den Vorderfüßen vier Zehen und an den Hinterfüßen nur drei Zehen. Diese sind radial angeordnet und besitzen teilweise Schwimmhäute.
Die Zahnreihen nähern sich zum vorderen Bereich gegeneinander an. Die Schneidezähne sind weiß und besitzen auf der Vorderseite flache Grube. Die Mahlzähne sind dauerhaft wachsend und besitzen eine stärker und komplexer skulpturierte Oberfläche als bei anderen Meerschweinchenverwandten. Der Molar M3 ist stark vergrößert und überragt in der Länge die anderen drei Mahlzähne zusammen.

## Verbreitungsgebiet und Lebensraum

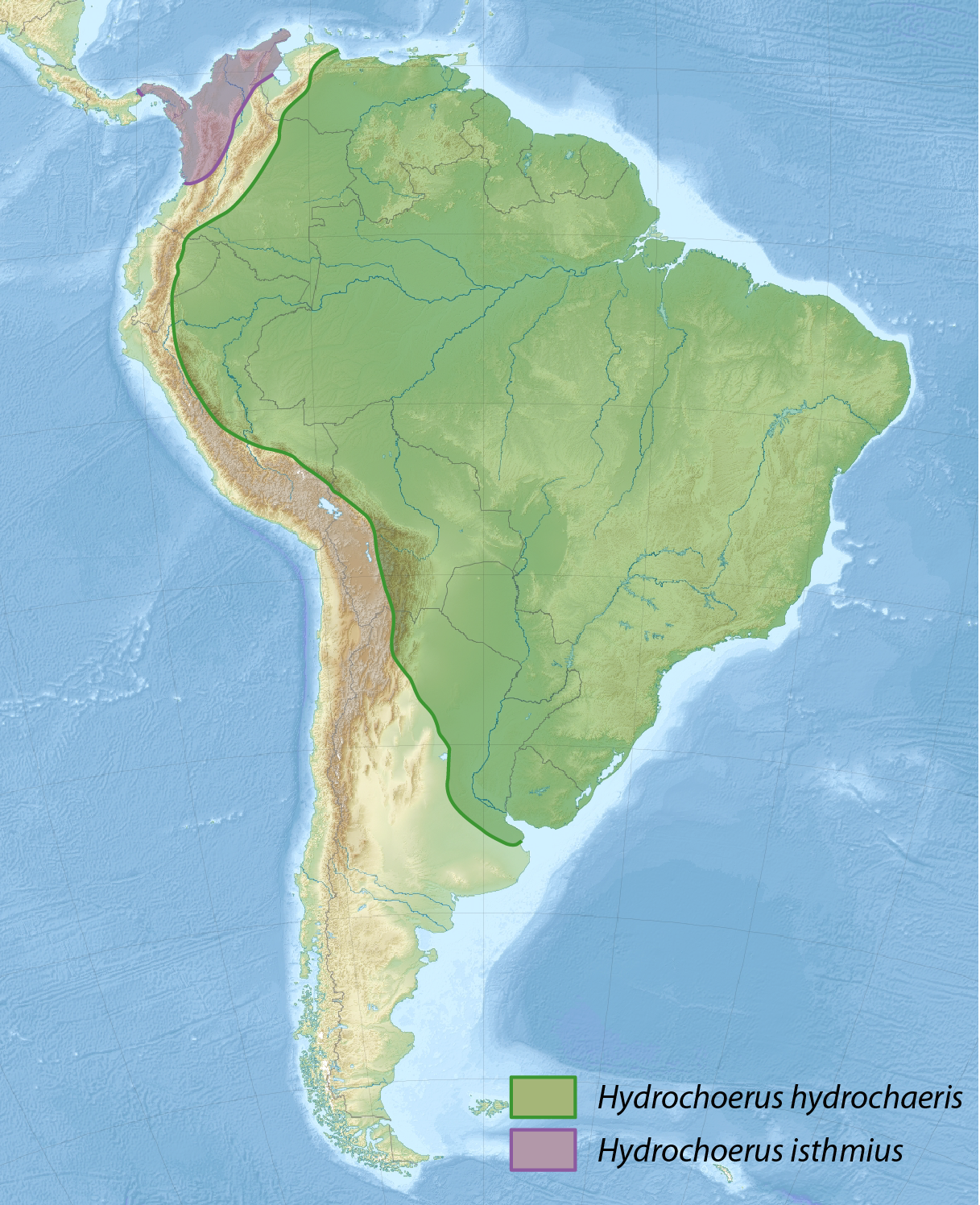
Verbreitungsgebiete der Capybaras (violett = Panama-Capybara, grün = Capybara)

Die Capybaras kommen in zwei getrennten Verbreitungsgebieten in Süd- und Mittelamerika vor. Das Panama-Capybara kommt im kleineren Teil, im östlichen Panama, dem nördlichen Kolumbien und dem nordwestlichen Venezuela vor. Der größere Teil wird vom Capybara bewohnt und umfasst nahezu ganz Südamerika östlich der Anden vom östlichen Kolumbien, Venezuela und den Guyana-Staaten über Ecuador, Peru, Brasilien, Bolivien und Paraguay bis nach Uruguay und in das nordöstliche Argentinien.

## Systematik

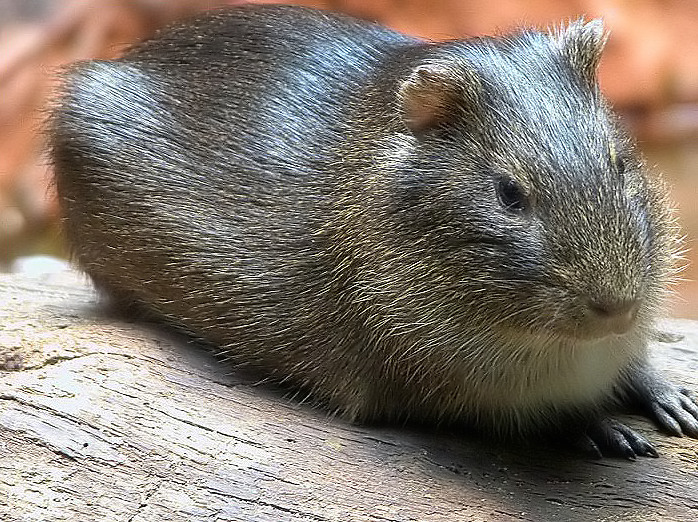
Meerschweinchen sind eng mit den Capybaras verwandt

Das Capybara wurde bereits von Carl von Linné erstbeschrieben und von ihm 1766 in der 12. Auflage seines Systema Naturae innerhalb der Schweine als Sus hydrochaeris angeführt. Mathurin-Jacques Brisson stellte 1762 die Gattung Hydrochoerus auf, der das Capybara mit Linnés Typus später zugeordnet wurde. Diese Gattungsbeschreibung wurde in den 1970er Jahren als ungültig betrachtet, da Brisson 1762 nicht nach streng binominaler Systematik und Benennung arbeitete, die International Commission on Zoological Nomenclature (ICZN) bestätigte 1998 jedoch die Gültigkeit. Die wissenschaftliche Erstbeschreibung des Panama-Capybaras innerhalb der Gattung erfolgte 1912 durch Edward Alphonso Goldman. Lange Zeit wurde das Panama-Capybara als Unterart dem Capybara zugeordnet, es gilt jedoch seit den 1990er Jahren als eigene Art und wird aktuell weitestgehend als solche anerkannt.
Die Capybaras werden oft als einzige rezente Vertreter der Familie der Riesennager (Hydrochoeridae) betrachtet. Genetische Untersuchungen haben jedoch gezeigt, dass das Bergmeerschweinchen enger mit dem Capybara als mit den Eigentlichen Meerschweinchen verwandt ist, wodurch diese zu einer paraphyletischen Gruppe werden. Jüngere Systematiken wie Wilson & Reeder (2005) ordnen die Wasserschweine deshalb den Meerschweinchen zu und fassen die Gattung gemeinsam mit dem Bergmeerschweinchen in der Unterfamilie der Hydrochoerinae innerhalb der Meerschweinchen (Caviidae) zusammen. Ob die Eigentlichen Meerschweinchen oder die Pampashasen (Dolichotinae) als Schwestergruppe der Hydrochoerinae zu betrachten sind, ist derzeit noch nicht abschließend geklärt und variiert bei den verschiedenen Autoren. Nach Rowe & Honeycutt 2002 werden die Dolichotinae und die Hydrochoerinae zusammengefasst, dem folgen auch Vucetich et al. 2012 während Pérez & Vucetich 2011 die Hydrochoerinae und die Caviinae zusammenfassen.
Innerhalb der Nagetiere werden sie zur Überfamilie der Meerschweinchenartigen (Cavioidea) gerechnet, zu welchen noch die Agutis und Acouchis (Dasyproctidae), die Pakas (Cuniculidae) und die Pakarana (Dinomyidae) gehören.

## Fossilgeschichte
Fossile Vorfahren der Capybaras und anderer Vertreter der Hydrochoerinae sind seit dem oberen Miozän mit mehreren Gattungen belegt. Die frühen Formen werden in der Unterfamilie der Cardiatheriinae zusammengefasst, die allerdings paraphyletisch ist, da sich die jüngeren Vertreter der Gruppe aus ihnen entwickelt haben. Aus dem Pliozän ist die Unterfamilie der Protohydrochoerinae mit der einzigen Gattung Chapalmatherium bekannt (auch als Protohydrochoerus bezeichnet). Alle Fossilienfunde der Riesennager stammen vom amerikanischen Kontinent. Die Schädel dieser Tiere waren doppelt so groß wie die der heutigen Capybaras, auch ihre Gliedmaßen waren bedeutend länger.
Die Unterfamilie der Hydrochoerinae, zu der auch die Capybaras zählen, ist seit dem oberen Pliozän belegt. Fossilfunde der Gattung selbst sind aus dem Pleistozän in Nordamerika und dem frühen bis mittleren Pleistozän in Südamerika bekannt, dabei wird neben den rezenten Arten die fossile Art Hydrochoerus ballesterensis als eigene ausgestorbene Art betrachtet.